# Zitterbeschluss
Als Zitterbeschluss wird im deutschen Wohnungseigentumsrecht ein Beschluss der Eigentümer bezeichnet, den diese in dem Bewusstsein fassen, dass der Beschluss rechtswidrig ist, und in der Hoffnung, dass er nicht vor Gericht angefochten wird.
Nach deutschem Recht kann ein Beschluss nur innerhalb eines Monats vor Gericht angefochten werden (§ 23 Abs. 4 und § 46 Abs. 1 Wohnungseigentumsgesetz). Wird der Beschluss aus Desinteresse oder aus Kostengründen nicht innerhalb dieser Frist angefochten, ist er wirksam, auch wenn er rechtswidrig ist. So lange müssen die Eigentümer (jedenfalls deren beschließende Mehrheit) und der Hausverwalter „zittern“. Danach können sie den Beschluss bedenkenlos umsetzen.
Zitterbeschlüsse gab es in der Vergangenheit häufig, weil die Rechtsprechung des Bundesgerichtshofs (BGH) auch solche Beschlüsse hinnahm, welche die Regelung des Gesetzes, der Teilungserklärung oder einer anderen Vereinbarung (im Sinne von Vertrag), die alle Eigentümer gemeinsam getroffen hatten, änderten. Das Bedürfnis für eine solche Änderung war oft groß, weil die von Notaren oder Anwälten entworfenen Teilungserklärungen nicht an die speziellen Gegebenheiten der Gemeinschaft angepasst waren. Besonders die Regelungen über die Kostenverteilung (Betriebskosten, Instandhaltungskosten usw.) wurden häufig abgeändert, weil sie nach Meinung der Mehrheit nicht sinnvoll waren.
Mit Beschluss vom 20. September 2000 hat der BGH seine Rechtsprechung jedoch geändert und damit die Praxis rechtswidriger Zitterbeschlüsse in den meisten Fällen unterbunden. Der BGH vertritt nun die Ansicht, dass Beschlüsse, die das Gesetz, die Teilungserklärung oder eine andere Vereinbarung ändern wollen, nichtig sind. Denn eine Vereinbarung könne auch nur durch eine Vereinbarung geändert werden. Für eine Vereinbarung reiche aber kein Mehrheitsbeschluss und auch kein einstimmiger Beschluss, falls nicht alle Eigentümer anwesend sind. Vielmehr müssten alle Eigentümer zustimmen (Allstimmigkeit). Die Versammlung der Eigentümer habe also keinerlei Kompetenz, das „Grundgesetz“ der Eigentümergemeinschaft durch Beschluss zu ändern. Die praktische Folge ist, dass Eigentümer, die mit dem Beschluss nicht einverstanden sind, dessen Nichtigkeit auch nach Ablauf eines Monats noch feststellen lassen können. Den Wohnungseigentümern ist zu empfehlen, alle in der Vergangenheit gefassten Beschlüsse daraufhin zu untersuchen, ob das Gesetz, die Teilungserklärung oder sonst eine Vereinbarung abgeändert werden sollte. In diesen Fällen sollte über eine Neuregelung durch Vereinbarung nachgedacht werden.
Nicht alle Zitterbeschlüsse sind von diesem Urteil betroffen. Wenn ein Beschluss zwar gegen ein Gesetz oder eine Vereinbarung verstößt, aber diese nicht für die Zukunft ändern soll, ist er zwar innerhalb eines Monats anfechtbar aber nicht automatisch nichtig. Vor allem Jahresabrechnungen, die auf einem zu Unrecht geänderten Kostenverteilungsschlüssel beruhen, bleiben trotz ihrer Rechtswidrigkeit gültig. Diese Abrechnungen verstoßen zwar nun gegen das Gesetz oder eine Vereinbarung, sollen diese Normen aber nicht auch für die Zukunft abändern.